# Tethygeneia longleyi
Tethygeneia longleyi är en kräftdjursart som först beskrevs av Robert Alan Shoemaker 1933.  Tethygeneia longleyi ingår i släktet Tethygeneia och familjen Eusiridae. Inga underarter finns listade i Catalogue of Life.